# Harry Welsch
Harry Welsch (* 28. Januar 1920 in Berlin) ist ein deutscher Mathematiker und Kryptologe. Während des Zweiten Weltkriegs arbeitete er als Kryptoanalytiker im Referat 7 „Sicherheit eigener Verfahren“ innerhalb der Inspektion 7 Gruppe VI (In 7/VI), also der kryptanalytischen Gruppe des Oberkommandos des Heeres (OKH) mit Sitz am Matthäikirchplatz, unweit des Bendlerblocks, in Berlin.

## Leben

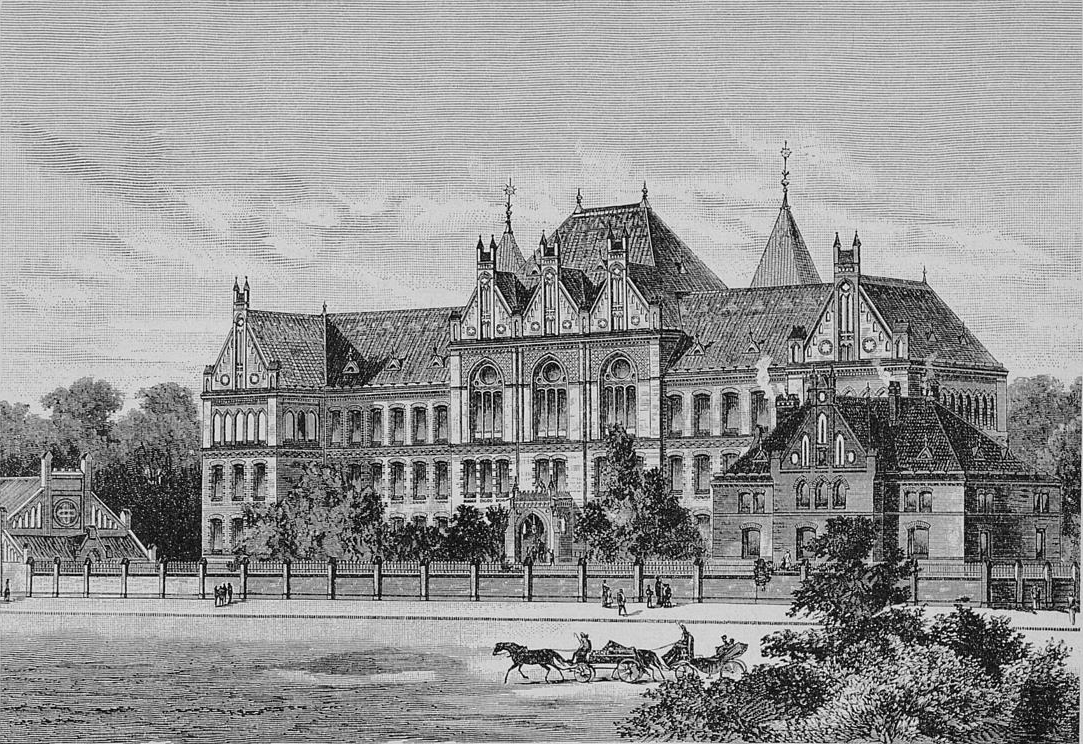
Ansicht des Prinz-Heinrichs-Gymnasiums (Zeichnung um 1894), das im Zweiten Weltkrieg zerstört wurde

### Ausbildung
Harry Welsch lebte stets in Berlin. Im März 1938 schloss er seine Schulausbildung am Prinz-Heinrichs-Gymnasium (Bild) in Berlin-Schöneberg mit dem Abitur ab. Unmittelbar danach wurde er in den Reichsarbeitsdienst (RAD) eingezogen und diente dort sechs Monate lang. Im November 1938 begann er ein Studium an der Berliner Universität, wechselte jedoch am 13. Juli 1939, nur wenige Wochen vor Kriegsausbruch, ins Auswärtige Amt (AA), genauer in dessen Referat Pers Z: ein Deckname für den Chiffrier- und Dechiffrierdienst des AA.

### Wehrmacht
Zum 2. Oktober 1940 wurde er in die Wehrmacht eingezogen, durchlief die Grundausbildung, und wurde anschließend ins OKH/In 7/VI versetzt, wo er bis Kriegsende im Mai 1945 blieb. Am 3. April 1941 begann seine Arbeit im dortigen Referat 1 „Allgemeine Kryptanalyse“ unter dessen Leiter Friedrich Steinberg und seinem Stellvertreter Hans Pietsch. Sein militärischer Dienstgrad zu dieser Zeit war Funker, also der niedrigste Rang überhaupt. Er blieb nur wenige Wochen im Referat 1 und wurde zum 24. April ins Referat 3 „Französisch“ unter dessen Leiter Ob.Insp. Hans Wolfgang Kühn an den Matthäikirchplatz 4 versetzt. Kurz darauf erkrankte er und wurde in den Zeiten vom 29. Mai bis zum 25. August, vom 25. September bis zum 3. Oktober und vom 5. bis zum 16. November 1941 stationär behandelt. Danach war er offenbar genesen und konnte seinen Dienst wieder aufnehmen.
Mit Wirkung vom 1. Januar 1942 wurde er Gefreiter und zudem auf die Dienststellung eines Sonderführers (G) berufen. Vermutlich befasste er sich im Verlauf des Jahres 1942 auch mit Untersuchungen zur kryptanalytischen Sicherheit der Enigma-Maschine, die die Wehrmacht nahezu flächendeckend zur Verschlüsselung ihres Nachrichtenverkehrs einsetzte. Am 1. November des Jahres wurde er zum Unteroffizier befördert.
Am 13. April 1943 wurde Harry Welsch Mitarbeiter im neuerrichteten neunköpfigen Referat F „Forschung“ unter der Leitung von Lt. Herbert von Denffer und seinem Stellvertreter Uffz. Willi Rinow. Am 12. Januar 1944 verfasste er eine 15-seitige Abhandlung über kryptographische Schwächen der Enigma mit dem Titel „Aktennotiz zum Tiefenproblem der Enigma“.

### Nach dem Krieg
Nach dem Krieg konnte er nicht an die Universität zurückkehren, um sein Studium fortzusetzen. Seine Eltern führten eine Schneiderei, den „Modesalon Welsch“, und nach dem Tod seines Vaters im Jahr 1946 musste Harry Welsch die Geschäftsführung übernehmen, die er sechzehn Jahre lang bis 1962 innehatte. Ab 1957 gelang es ihm, sein Studium wiederaufzunehmen, diesmal an der FU Berlin. Am 2. Dezember 1969 schloss er es mit dem Diplom in Mathematik ab. Vom 1. April 1970 bis zum 30. April 1971 übte er diesen Beruf beim Bundesaufsichtsamt für Versicherungs- und Bausparwesen (BAV) aus. Am 1. Mai 1971 wechselte er zum Statistischen Bundesamt.
Über seinen weiteren Lebensweg ist nichts öffentlich bekannt.